# 楽待
楽待（らくまち）は、楽待株式会社が開発し提供する不動産投資ポータルサイト。

## 概説
提供開始は2006年3月。サイトの月間利用者数は168万人、全国4800社の不動産会社が物件広告を掲載している（2023年7月現在）。不動産投資の専門メディア「楽待新聞」では業界のニュースや不動産投資の成功談・失敗談などを読むことができる。
公式YouTubeチャンネル「不動産投資の楽待（らくまち）」の登録者数は約42.9万人である。
不動産投資には、学習→購入→運用→売却の4つのステップがある。楽待では、4つのステップすべてにおいて活用できるよう、さまざまなコンテンツを用意している。

### 楽待新聞
不動産投資専門メディアである。楽待では、「初心者の方には、最低でも1年間は正しい知識を学んでから物件を購入することを推奨しています」とし、楽待新聞を通じて、不動産投資のメリットだけでなくデメリットを伝える記事やコラムを配信している。不動産投資コラム数No.1。楽待新聞編集部によるオリジナル記事と、現役大家が執筆する実践大家コラムを主に配信している。会員登録をすると記事やコラムにコメントができることが特徴である。

### YouTube「不動産投資の楽待」
「ちょっと難しい不動産投資をわかりやすく映像で伝えるチャンネル」として、記事では伝えきれない不動産投資のリアルな情報を動画で配信している。チャンネルの動画は、企画・撮影・編集とすべての工程を社員が担当している。

### アプリ
iOSのスマートフォン(iPhoneやiPad)の場合はiTunesで、Androidの場合はGoogle Playでダウンロードできる。アプリの独自機能として、不動産会社と手軽にコミュニケーションがとれる「ビデオ通話機能」などがある。
なお、楽待の加盟店向けアプリも開発し提供しており、こちらもiTunesとGoogle Playでダウンロードが可能。

## メディアとしての特徴
楽待新聞では3つの編集方針「中立主義」「投資家視点」「独自性の追求」を掲げている。その中でも特に「中立主義」を徹底しており、主に不動産会社から広告料を得るビジネスモデルながら、広告主に忖度せず、不動産業界に切り込む記事や動画が多いことが特徴である。
過去には、スルガ銀行の「かぼちゃの馬車」融資問題や、東証一部上場のTATERU社に関する融資問題を独自取材で厳しく取り上げた。また、YouTube「楽待チャンネル」でも、投資用マンション営業の現場に潜入取材をしたり、建築基準法違反の疑いがかかっていたレオパレスの物件で、「レオパレス伝説（壁が薄く隣の部屋の音が聞こえる、建物が傾いている）」の実証を行ったりもしていた。